# 정진숙 (출판인)
정진숙(鄭鎭肅, 1912년 11월 5일 ~ 2008년 8월 22일)은 일제강점기의 금융인, 대한민국의 출판인, 기업인, 사회기관단체인이며, 을유문화사의 창립 멤버의 한 사람이다. 을유문화사 사장을 거쳐 대표이사 겸 회장직을 지내오다가, 2008년 8월 22일 서울특별시 종로구 평창동 자택에서 사망했다. 본관은 동래(東萊)이고, 호는 은석(隱石)이다.
휘문고등보통학교를 거쳐 보성전문학교를 중퇴한 뒤 한때 은행원으로 근무하다가 1945년 12월 윤석중, 민병도, 조풍연 등과 함께 을유문화사를 창립하였다. 1952년 을유문화사의 대표이사 사장이 되었다. 한국전쟁이 한창이던 1952년 사장으로 취임, 한글 보존을 위한 '우리말 큰사전'(전 6권·1947~57년)과 한국 사학계의 연구성과를 집대성한 '한국사'(전 6권·1959~65년) 등을 출간하였다. 이후 문교부 정책자문위원으로 위촉되고 교과서 편찬 사업에도 참여하였다.
1963년~64년, 1966년~73년, 1979년 등 세 차례 대한출판문화협회 회장을 맡았다. 사단법인 한국출판금고 이사장(72년), 한국박물관회 회장(87년) 등을 지냈다. 그는 90세에 위암 수술을 받고도 계속 회사로 출근하여 일을 보았다 한다. 독립운동가 겸 정치인, 철학자 좌옹 윤치호의 사돈으로 윤보선 대통령, 윤치영 서울특별시장, 내무부 장관과도 인척간이 된다.

## 생애

### 생애 초반

#### 출생과 가계
은석 정진숙은 1912년 11월 5일(음력 9월 27일) 경기도 화성군 팔탄면 월문리 갈곡부락에서 정순모(鄭順謨)와 풍양 조씨의 아들로 태어났으며 원적지는 충청남도 천안군이었다. 어려서 화성군 매송면 야목리 외가에서 성장하였다. 그러나 아들이 없던 큰아버지 정현모(鄭顯謨)의 양자로 입양되었다.
고려시대에 보윤을 지낸 정지원의 후손으로, 조선시대에 와서는 정진숙의 17대조 허백당 정난종(1433 ~1489)이 세조 때 출세하여 집안을 일으켰다. 16대조는 문익공 정광필(1462 ~ 1538)로 중종 때 의정부영의정을 지냈다. 정광필의 손자 중 한 사람인 의정부좌의정 임당 정유길(1515 ~ 1588)이 그의 14대조가 된다.
생부 정순모에게서는 4명의 남동생과 2명의 여동생이 태어났고, 뒤늦게 양아버지가 된 큰아버지에게서도 3명의 남동생이 태어나게 되었다.
뒤에 고등학교 진학 때 경성으로 유학한 뒤 경성부 수송정 46-1번지(현 서울특별시 종로구 수송동 46-1번지)에 집을 얻어 정착하였다. 1920년 화성군 반월면의 반월보통학교에 입학하였다. 1921년 천안군 북면 오곡리 큰아버지 집에 양자로 가게 되어 1921년 3월 천원군 목천공립보통학교에 전학하였다가 뒤에 화성군 무천소학교로 전학하였다.

#### 학창 시절
1929년 2월 화성 무천소학교를 졸업하고 경성의 경성제일고등보통학교(경기고등학교의 전신)에 응시했으나 불합격하였다. 중동고등학교에 진학했으나 1개월만에 중퇴하고 다시 고등학교 입학 시험에 응시하여 1930년 3월 휘문고등보통학교로 진학하였다.
휘문고등학교 2학년으로 진학한 직후인 1930년 3월 할머니가 위독하다는 소식을 듣고 천안군 북면 고향으로 내려왔으나 이는 집안 어른들의 거짓말이었고, 그는 곧 집안의 강요로 18세에 천안군수를 역임한 관료의 딸 조신숙(趙辛淑)과 결혼하였다. 조신숙에게서 4남 1녀를 두었는데 차남 정운영을 제외하고는 모두 기업인, 출판인이었다. 그의 딸 정지영(鄭芝泳, 1939년생)과 아들 정필영(鄭苾泳, 2012년 사망)이 을유문화사의 사장을 맡아보았고, 다른 기업에 입사하여 삼신FA 전무·보스 전무이사를 역임한 아들 정무영(鄭茂泳)이 2012년부터 을유문화사의 대표이사를 거처 회장직을 역임하고 있다. 둘째 부인 사이에서 낳은 아들 정해영(鄭海泳)은 기아자동차 영업소장을 지내기도 했다.
천안군 고향에 아내 조신숙을 두고 다시 경성부로 올라와 휘문고등학교를 다녔다. 집안에서는 아내가 독수공방으로 병에 걸렸다면서 자퇴하고 내려올 것을 여러번 권고하였다. 그러나 정진숙은 학구열을 버리지 않고 거절하였다. 집안에서는 여러번 학교를 그만두고 내려올 것을 강요했지만 모두 거절했다. 그는 부인 조신숙을 경성으로 올라오게 하여 근화학교로 보냈다. 학비는 고등학생 신분이던 그가 조달하여 부인의 학비를 댔다.
1934년 3월 휘문고등보통학교를 졸업하고 보성전문학교로 진학하였다. 보성전문학교 상과에 원서를 넣었다가 보전 이재학과로 학과를 변경하였다. 1935년 보성전문학교 이재학과 2학년 재학 중, 다시 경성제국대학에 응시하기 위해 공부하였으나 병마로 실패하였다. 그러나 건강 악화로 그해 10월 자퇴하고 고향에 내려가 요양하였다.
1936년 7월 동일은행에 입사하여 은행원으로 생활하였다. 1944년에 한때 '불령선인'으로 몰려 용산헌병대에 잡혀가 8개월가량 수원형무소에 수감되기도 했다.

#### 광복 직후
1945년 8월 해방 후 은행원을 그만두었다. 1945년 12월 1일 민병도, 조풍연, 윤석중과 함께 출판사를 창립하였으며, 1945년 을유년의 '을유(乙酉)'에서 따서 을유문화사라고 정하였다. 초대 사장은 민병도에게 양보하고 그는 을유문화사 전무이사가 되었다.
그가 출판업에 뛰어든 계기는 그의 친족이었던 학자 위당 정인보의 권고 때문이었다 한다. 집안 어른인 위당 정인보 선생이 “우리말, 우리글, 우리 민족의 혼을 되살리는 유일한 문화적인 사업이 출판”이라고 충고한 데 따른 것이었다. 1947년 4월부터 1972년 3월까지는 휘문의숙 재단 이사를 겸임하였다.
그의 호는 ‘은석’(隱石)이다. 두계 이병도 전 서울대 역사학 교수가 지어줬다. 하는 일 자체가 은인자중 해야 하기 때문이라는 것이다. 훗날 그는 언론사와의 인터뷰에서 “다이아몬드도 숨은 돌이 아니냐”고 하였다.

### 출판 활동

#### 을유문화사 창립 초반
그는 <조선문화총서>, <대학총서>, <박물관총서> 등의 인문학, 사회과학 계열의 총서류의 발간 사업과 <큰사전> <한국학 대백과사전> 등의 사전류의 발간을 추진하였다. 첫 책은 46년 출간된 26쪽짜리 한글 연습책 『가정 글씨 체첩』이었다. 정지용 시인의 『지용시선』, 박목월·조지훈·박두진의 『청록집』 등 훗날 한국현대문학사의 대표작들로 평가받는 시집들도 그 해 나왔다.
해방 직후 출판 환경이 극도로 열악할 때였다. 종이를 구하지 못해 책을 만들어내지 못한 경우도 종종 있었다. 출판물 유통 구조가 취약해 판매대금을 수금하는 일조차 쉽지 않았다. 하루가 다르게 치솟는 물가 때문에 책값을 정하기도 어려웠다. 하지만 그는 정인보의 충고인 “우리말과 우리글을 소생시키고 부흥시켜 우리 고유의 민족문화를 꽃피우자”는 창립 취지에 따라 부지런히 책을 만들었다. 한국 전쟁이 한창이던 50년 10월에도 주요섭의 '사랑손님과 어머니'를 펴냈으며, 53년 7월 종전 때까지 10권의 책을 더 내놨다. 1955년부터는 을유문화사의 외국 영업부를 신설하여 외국 서적의 국내 번역과 국내 서적의 외국어 번역 작업을 추진하기도 했다.
1950년 6.25 전쟁으로 동인들이 실종되거나 월북한 뒤 을유문화사의 내분을 수습하고 대표직을 맡아서 회사를 경영하게 되었다.

#### 한글 사전 출판 배경
1945년 9월 광복 후 조선어학회 학자들이 일제 시대 조선어학회 사건 때 법정증거물로 압수당한 원고를 9월초 서울역 운송회사의 한 창고에서 발견했다. 처음에는 종이의 질도 좋지 않고, 쉽게 찢어지므로 그는 리극로의 요청을 조용히 거절했다.
당시 한글학회 이사장을 맡고 있던 리극로가 “누구 하나 ‘큰 사전’에 관심을 보이지 않으니 우리나라가 광복된 의의가 도대체 어디에 있다는 말인가. 이 원고를 가지고 일본 놈들한테 가서 사정해야 된다는 말인가”라며 흥분했다. 당시는 종이 사정이 어려워 신문도 마분지 비슷한 종이에 인쇄해야만 할 정도여서 거부의사를 밝혔다.
그랬더니 이극로가 ‘물불’이라는 별명에 어울리게 원고 뭉치를 던지는 등 크게 흥분했다. 그의 열정에 감동해 정진숙은 일단 사전 한 권만이라도 내기로 했다. 장안의 모조지를 거의 긁어 모았다. 그렇지만 부족했다. 결국 정진숙은 문교부 고문으로 와 있던 미국인 앤더슨에게 부탁했다. 앤더슨은 처음에 거절했지만 정진숙의 거듭된 부탁과 간청으로 미국에 가서 알아보겠노라고 허락을 얻어냈다. 하버드 대학교 언어학 박사인 그는 한글 체계를 보더니 놀라며 록펠러 재단에 연결해 주었다. 록펠러 재단은 4만5,000달러 어치의 종이를 보내왔다. 그렇게 시작한 것이 한글학회로 이어져 10년 만인 1957년 6권으로 완간했다.

#### 을유문화사 사장 취임
1952년 10월 을유문화사 대표이사 겸 사장에 취임하였다. 이후 문교부의 정책 자문위원회 자문위원에 위촉되고 1956년 8월에는 한국검인정교과서 사장에 선임되었다. 56년 무렵부터는 문교부의 국민학교, 중등, 고등학교의 표준교과서 제작에도 참여하여 교과서 발간과 교정, 편찬을 맡아보았다. 을유문고를 발행하여 대한민국 건국 이후 현암사의 현암문고와 함께 문고판 서적의 확산과 인문학, 한국 고전, 동양 고전, 서양 고전 등의 국내 소개에도 일익을 담당했다.
1957년 10월에는 문교부장관으로부터 '한글 큰사전' 전6권 완간에 대해 문화, 언어 발전에 기여한 공로로 문교부장관 감사장을 수여받았다. 1957년 12월에는 문교부장관으로부터 우량도서출판 및 견실한 운영에 대한 표창장을 받고, 아시아재단 한국지부장으로부터 우량도서출판 및 교육문화계 공헌에 대한 표창장을 수상했다. 1958년 1월 제1회 일본 도쿄국제도서전시회 참가차 일본 도쿄로 건너가 회의에 참석하고 귀국하였으며, 1959년 5월 미국 국무성 초청으로 4개월간 구미출판계를 시찰하였고, 미국 현지에서, 그 해의 오스트리아 비엔나에서 개최되는 제15차 국제출판협회 총회에 한국대표의 한 사람으로 임명되어 참석하고 1960년에 귀국하였다.
1959년 미국 국무성 초청으로 4개월간 미국과 유럽을 돌아보고 귀국하였다. 그는 장소를 가리지 않고 열심히 책을 읽는 그곳 사람들을 보고 ‘이래서 선진국이구나’라는 생각을 했다. 그런데 큰 책은 가지고 다니기 어려워 문고판 소책자를 발행하겠다고 결심했다 한다. 1960년 3월 한국검인정교과서 발행인협회 이사에 위촉된뒤 1961년 8월 다시 국정교과서주식회사 사장에 취임하였다. 그는 교과서 편찬 사업에도 참여하였으며, 세계문학전집의 한글 번역, 그밖에 을유문고를 개설하여 국내외 전기류, 고전 작품의 현대 한글어 번역본으로 내놓았다.

#### 사회 활동 및 출판단체 활동
1961년 서울시 문화위원회 위원에 위촉되고, 1961년 10월 문교부 정책자문위원회 위원이 되었다. 1961년부터 1965년까지 사단법인 대한출판문화협회 회장을 겸임하였다. 이후 1962년 11월 대한출판문화협회 회장에 재선되고, 1963년에 다시 출판문화협회 회장에 재선되었으며, 1965년~1973년까지 세번 회장을 연임하고, 1979년에 다시 출판문화협회 회장으로 재선되었다.
1962년 11월 한국출판문화협회 회장에 재선된 뒤 1963년 8월 유네스코재단 한국분과위원회 위원에 위촉되고, 9월 다시 유네스코 한국위원회 위원에 재선임되었다. 1964년 한국검인정교과서 사장에 재선되었다. 1965년 다시 대한출판문화협회 회장에 재선되어 1974년까지 재직했다. 1964년 10월 일본도서관협회 초청으로 도쿄에서 개최된 전일본국 도서관회의에 참석하고 12월 귀국하였으며 1964년 12월 서울특별시문화위원회 위원에 다시 선임되어 1967년까지 재직했다.
1968년 6월 네덜란드 암스테르담에서 개최된 국제출판협회 총회에 대한민국대표단의 한 사람으로 참석한 후 유럽과 미국의 출판, 인쇄업계를 시찰하고 11월에 귀국했다. 1968년 11월 귀국 직후 박정희 대통령으로부터 출판인협동과 양서출판으로써 출판문화발전에의 공헌에 대한 표창장을 수여받았다. 1969년 3월 한국도서잡지간행윤리위원회 위원, 1969년 7월 사단법인 한국출판금고재단 이사를 지내고 1969년 10월 문교부장관으로부터 한글문화 발전에의 공헌에 대한 공로 장관 표창장을 수여받았다. 1970년 한국출판금고 재단 이사장을 역임했다. 1970년 10월 독서신문사 회장을 역임했다. 1970년 12월 서울시 문화위원회 위원에 재위촉되었다. 1971년 다시 한국검인정교과서 사장에 선임되고, 12월 한글반포 525돌 기념행사에서 유공자로 표창장을 수여받았다. 12월 다시 출판, 인쇄, 한글 보급 등 인문사회 분야 발전에 진력함으로써 국민복지 향상에 공헌하였다 하여 박정희 대통령으로부터 국민훈장 동백장을 수여받았다.
1972년 2월부터 사단법인 한국출판금고 이사장을 맡아보았다. 7월에는 일본 도쿄에서 개최된 유네스코 주최 유네스코 아시아지역도서개발전문가회의에 대한민국측 대표단의 한 사람으로 참석하고 1972년 1월에 귀국하였다. 1972년 10월 동래정씨임당공파 종친회 회장에 취임하였다. 1974년 2월 사단법인 대한출판문화협회 명예회장에 선출되었다. 1974년 4월 동래정씨대종회 부회장에 선출되었다.

### 생애 후반

#### 출판문화협회 활동
1975년 4월 문교부 산하 문화예술진흥위원회 위원에 피임되고 1976년 3월 6일부터 동아일보에 회고록 '그 때 그 일들'을 발표하였다. 그해 3월 6일자부터 3월 24일까지 16회에 걸쳐 연재하였다. 1976년 5월 일본 교토에서 개최된 제20차 국제출판협회 총회에 대한민국측 대표자의 한 사람으로 참석하고 돌아왔다. 1979년 대한출판문화협회 회장에 선출되고 1980년 8월 출판계정화운동추진위원회 위원장에 취임하였으며 1981년 1월 대한출판문화협회 고문으로 전임되었다. 1981년 2월 평화통일자문회의 자문위원, 1982년 2월 다시 평화통일정책자문회의 자문위원에 위촉되었다. 1983년 10월 고희기념출판으로 '출판인 정진숙'을 출간하였다. 1985년 문예진흥원 후원회 부회장에 선임되었다.
1987년 5월 출판저널을 창간하고 발행인이 되었으며 98년 2월까지 발행인을 맡았다. 1987년 8월 중앙박물관회 회장에 선출되고, 1991년 1월 제12대 한국출판금고 재단 이사장에 선출되어 1998년 2월까지 재직했다. 1996년 8월 제6대 한국박물관회 회장에 선출되고 한국출판연구소 이사에도 선임되었다.
그는 90세가 넘어 위암 수술을 하였다. 그러나 곧 퇴원하여 회사 일을 보았다. 의사들이 놀랠 정도였다 한다. 지금도 반주로 맥주 한 병 정도는 마신다. 얼마 전까지만 해도 앉은 자리에서 양주 2병가량은 거뜬했다. 을유가 발간하는 책의 서문 정도는 거의 읽어보았다. 서문을 보면 책의 내용을 거진 이해할 수 있다는 것이 이유다. 책은 아무것이나 손에 잡히는 대로 읽었다 한다.

#### 은퇴와 최후
1998년 2월 출판저널 발행인직을 사퇴하고, 한국출판금고 이사장에서도 물러났다. 1999년 3월 중앙박물관회 회장직을 사퇴하였다. 2005년 12월 1일 경기도 파주군 교하면에 파주출판단지가 개설되자, 파주출판도시에서 을유문화사 창사 60주년 기념 전시회를 개최하기도 했다. 이때 그를 기념하여 파주출판문화산업단지 입구인 파주군 교하면 산남리(현 파주시 산남동)에 정진숙의 아호를 딴 은석교(隱石橋)가 건립되었다. 은석교는 교하출판단지 입구, 다산북스와 푸른숲, 롯데프리미엄아울렛 파주점 근처에 소재해 있다.
그는 1961년 12월 서울시문화상을 받은 이후 출판 유공과 교과서 편찬 공로로 1968년 11월 대통령 표창장, 1969년 10월 문교부장관 표창장, 1970년 12월 국민훈장 동백장 등을 수상했다. 1997년 10월 20일에는 문화체육부로부터 금관문화훈장을 수여받았고, 그밖에 제8회 간행물윤리상(공로부문, 1997.10), 1999년 12월 한국출판인회의 선정 20세기 한국의 출판인상, 2007년 1월 15일 유한재단 제7회 유일한상 등을 수여받았다.
그는 병석에 눕기 전인 지난해 7월까지 서울 종로구 수송동 사옥으로 매일 오전 9시 출근하였다. 한국출판연구소 재단 이사에 선출된 뒤 1999년 7월 박정희대통령기념사업회 이사가 되고, 1999년 9월 한국박물관회 상임고문으로 전임되었다. 2008년 8월 22일 오후 3시 3분 서울 평창동 자택에서 사망했다. 사인은 노환과 위암 등이었다. 사망 당시 그의 나이 96세였다.

### 사후
빈소는 8월 26일 서울대학교병원 장례식장 1호실에 마련되었고, 화성시 팔탄면 월문리 장지에 안장되었다. 그의 타계 소식이 전해지자 백석기 대한출판문화협회 회장과 이기웅 파주출판문화산업단지 이사장, 박맹호 민음사 회장 등 출판계 인사들과 유인촌 문화체육관광부 장관은 빈소를 찾아 조문했다. 또 이명박 대통령 등은 화환을 보내 조의를 표했다.

## 학력
- 고등학교 : 중동고등학교 1학년 중퇴
- 고등학교 : 휘문고등학교 졸업
- 대학교 : 보성전문학교 이재학과 2학년 중퇴

## 경력
- 1945년 12월 : 을유문화사 전무이사
- 1947~1972년 : 희문의숙 이사
- 1952년 2월 : 을유문화사 대표이사 사장
- 1956년 : 검인정교과서 사장
- 1961년 : 서울시 문화위원/국정교과서 사장
- 1961~1974년 : 출판문화협회장
- 1969년 : 유네스코 한국위원회 위원
- 1970년 : 독서신문 회장
- 1972년 10월 : 동래정씨임당공파 종친회 회장
- 1972~1998년 : 한국출판금고 이사장
- 1974년 4월 : 동래정씨대종회 부회장
- 1979년 : 출판문화협회장
- 1985년 : 문예진흥후원협의회 부회장
- 1987년 : 출판저널 발행인
- 1992년 : 을유문화사 회장
- 1996년 : 한국박물관협회장
- 한국출판금고 이사장
- 한국출판협회 고문

## 저서
- 출판인 정진숙
- 을유문화사 오십년사(을유문화사, 1997)
- 출판인 정진숙 (을유문화사, 2007)

## 사상과 신념

### 애국심에 대한 관점
해방 직후 만난 친족 위당 정인보는 그에게 자기 직업에 충실할 것, 문화를 육성하고 말과 글을 다시 살릴 것을 주문했다. 정인보에 의하면 정치에 뛰어드는 것은 가짜 애국이라며 작은 것, 사소한 것부터 살피라고 권고하였다.
선생은 대뜸 “지금 건준이다 임정이다 해서 난리인데 저건 다 가짜 애국이야. 36년간 일제에 빼앗겼던 우리 역사 문화 말 글 등을 다시 살려야 해. 출판사업을 하는 것도 건국사업이야”라고 말했다. 그는 정인보로부터 '민족 문화의 밑거름'이라는 말을 듣고 최종 결심했다. 정인보는 작은 일이라 해도, 자기 맡은 일에 최선을 다하는 것이 진정한 애국이라 했고 정진숙은 그의 충고를 신념으로 삼았다.

### 출판업 천직론
그는 출판을 천직으로 여겼다 한다. 동일은행(조흥은행 전신)에 다니던 중 해방이 되자 사표를 던지고 조풍연(수필가)·윤석중(아동문학가)·민병도(전 한국은행 총재) 씨 등과 함께 45년 12월1일 을유문화사를 창립했다. 집안 어른인 위당 정인보 선생이 “우리말, 우리글, 우리 민족의 혼을 되살리는 유일한 문화적인 사업이 출판”이라고 충고한 데 따른 것이었다.
그는 '출판을 천직으로 삼게 된 것은 더할 나위 없는 좋은 운명이고 축복이었다. 숱한 삶의 모습들 가운데 책과 함께 살아가는 인생처럼 좋은 것이 어디 있겠는가'라고 평하기도 했다.

### 독서 입국론
그는 미국에 다녀온 뒤 독서가 나라를 세우는 길이라고 확신하게 되었다. 1959년 미 국무성 초청으로 4개월간 미국과 유럽을 돌아본 적이 있다. 장소를 가리지 않고 열심히 책을 읽는 그곳 사람들을 보고 ‘이래서 선진국이구나’라는 생각을 했다. 그런데 큰 책은 가지고 다니기 어려워 문고판 소책자를 발행하겠다고 결심했다. 독서를 장려하려면 문고판이 많아야겠다는 것이다.
그는 독서가 곧 나라와 사회를 세우는 길이라 확신하여, 회사를 개방하기도 했다. 회사는 곧 이내 교수들과 지식인들의 모임이 되기도 했다.
을유문화사는 1970년대까지 지식인들의 일종의 사랑방이었다. 특히 이상백 전 서울대 교수는 강의 후에 거의 들렀다. 을유문고 간행사도 이상백이 썼다.

## 가족 관계
아들 정운영은 의사이고, 다른 자녀들과 손자들은 기업인으로 활동했다. 딸 정지영, 아들 정필영, 아들 정무영은 을유문화사에 입사하여 활동하였다. 딸 정지영은 미국에서 실내장식가로 활동하기도 했다. 후에 정지영, 정필영, 정무영은 각각 을유문화사 대표이사 사장을 역임했다. 아들 정운영의 부인은 독립운동가 좌옹 윤치호의 외손녀였다.
- 친 아버지 : 정순모(鄭順謨)
- 친 어머니 : 풍양 조씨
- 양 아버지 : 정현모(鄭顯謨)

- 부인 : 조신숙(趙辛淑, 다른 이름은 조행숙(趙幸淑), 1911년 4월 2일 ~ 1996년 3월 17일[9][10])
  - 아들 : 정낙영(鄭洛泳, 1934년 6월 21일 ~ 2022년 9월 14일) - 기업인·출판인, 미국으로 이민, 미국 랜덤하우스사 부사장 역임
  - 아들 : 정운영(鄭芸泳, ? ~ 1996년 5월 31일[11]), 산부인과의사, 태백 장성병원 산부인과 과장[12], 진료담당 부원장 역임[13]
  - 며느리 : 이름 미상, 독립운동가 겸 정치인, 철학자 좌옹 윤치호의 외손녀
    - 손자 : 정상준(鄭相俊, 1974년 ~ ), 출판인, 금강기획 근무, 을유문화사 기획실장·상무·대표이사 역임, 도서출판 "그 책" 대표이사

  - 딸 : 정지영(鄭芝泳, 1939년 9월 1일 ~ ), 인테리어 디자이너, 을유문화사 대표이사 역임
  - 아들 : 정필영(鄭苾泳, 1942년 4월 29일 ~ 2011년 2월 21일[14]), 출판인, 을유문화사 전무이사·대표이사 역임
  - 아들 : 정무영(鄭茂泳, 1944년 9월 1일 ~ ), 기업인, 삼신FA 전무·보스 전무이사, 을유문화사 대표이사·회장 역임
  - 아들 : 정해영(鄭海泳), 기업인, 기아자동차 영업소장 역임, 개인사업

- 사돈 : 윤치호(尹致昊, 1865년 1월 26일 ~ 1945년 12월 9일)

## 수상 경력
- 1957년 10월 : 문교부 장관 감사장, '한글 큰사전' 전6권 완간 유공
- 1957년 12월 : 문교부 장관 표창장, 우량도서출판 및 견실한 운영 공로
- 1957년 : 아시아재단 한국지부장 표창장, 우량도서출판 및 교육문화계 발전 유공
- 1961년 12월 : 서울시문화상
- 1968년 11월 : 대통령표창
- 1969년 10월 : 문교부장관 표창
- 1970년 12월 : 국민훈장 동백장
- 1971년 12월 : 한글반포 525돌 기념 표창장
- 1997년 3월 15일 대한출판문화협회 공로패
- 1997년 10월 20일 : 금관문화훈장
- 1997년 10월 29일 : 제8회 간행물윤리상(공로부문)
- 1999년 12월 : 한국출판인회의 선정 20세기 한국의 출판인
- 2005년 : 한국출판인협회 선정 아름다운 출판인
- 2007년 1월 15일 : 유한재단 제7회 유일한상

## 평가
그는 60여 년간 외길을 걸어온 한국 출판계의 1세대다. 그는 10년간의 노력 끝에 <조선말 큰사전>을 1957년 완간하는 등 어려운 출판현실을 헤쳐왔다는 평가도 있다.

## 기타
그는 90세가 넘어서도 안경을 끼지 않았다 한다. 취미는 골프이다.
그는 국내외 고전과 서적 등의 한글 번역, 출간을 추진했다. 역시 현암사를 이끌던 비슷한 연배의 조상원 역시 국내외 고전의 한글 번역 편찬 활동에도 참여하였다. 그밖에 조상원은 법전과 법률 사전 편찬을 주도하였고, 정진숙은 교과서 편찬에 전력하였다.
손자 정상준은 을유문화사 기획실장과 상무를 역임한 뒤 자신의 출판사인 '그책'사를 창립하여 독립했다.

## 같이 보기
| - 동일은행 - 조흥은행 - 을유문화사 - 휘문의숙 - 윤치호 - 조상원 - 민복기 - 김상만 - 박태원 - 고흥문 - 정무영 - 정필영 - 정지영 | - 휘문고등학교 - 출판저널 - 민병돈 - 박맹호 - 서재필 - 윤석중 - 윤보선 - 윤치영 - 이상백 - 조근태 - 박정희 |

## 참고 자료
- <특별대담> 출판계 산증인 정진숙 을유문화사 회장
- [http://www.onbooktv.co.kr/bbs/board.php?bo_table=focus&wr_id=7%5B깨진+링크(과거+내용+찾기)%5D [온북다큐멘터리] 한국 출판계의 큰 별 지다][깨진 링크(과거 내용 찾기)]
- 정진숙 을유문화사 회장 별세 동아일보 2008.08.23
- 출판계 거목 정진숙 회장, 향년 96세로 타계 국민일보
- 거목 정진숙 을유문화사 회장 타계 독서신문 2008.08.26

## 관련 서적
- 정진숙, 《출판인 정진숙》 (을유문화사, 2007)